# Calendari femení de l'UCI 2022
El calendari femení de la UCI 2022 reuneix les competicions femenines de ciclisme de carretera organitzades sota el reglament de la Unió Ciclista Internacional durant la temporada 2022.
La UCI World Tour femenina 2022 es presenta per separat. Els critèriums no puntuen.

## Calendari de les proves
| 6 de feb                 | Grand Prix Manavgat Side                  | 1.2   | Alina Moiseeva (Lokosphinx)                                     |
| 6 de feb                 | Volta a la Comunitat Valenciana Fèmines   | 1.1   | Marta Bastianelli (UAE Team ADQ)                                |
| 17 – 20 de febrer        | Setmana Ciclista Valenciana               | 2.1   | Annemiek van Vleuten (Movistar Team)                            |
| 19 de feb                | Gran Premi Velo Alanya                    | 1.2   | Viktoria Yaroshenko (Lviv Cycling Team)                         |
| 20 de feb                | Grand Prix Justiniano Hotels WE           | 1.2   | Alina Moiseeva (Lokosphinx)                                     |
| 26 de feb                | Omloop Het Nieuwsblad femení              | 1.Pro | Annemiek van Vleuten (Movistar Team)                            |
| 27 de feb                | Omloop van het Hageland                   | 1.1   | Marta Bastianelli (UAE Team ADQ)                                |
| 1 de març                | Le Samyn des Dames                        | 1.1   | Emma Norsgaard (Movistar Team)                                  |
| 3 – 5 de març            | Healthy Ageing Tour                       | 2.1   | Ellen van Dijk (Trek-Segafredo)                                 |
| 5 de març                | Grand Prix Gazipaşa women                 | 1.2   | Olga Shekel (A.R. Monex Women's)                                |
| 6 de març                | Gran Premi Mediterrani                    | 1.2   | Yanina Kuskova (Tashkent City Women Professional Cycling Team)  |
| 6 de març                | Trofeu Oro in Euro                        | 1.2   | Sofia Bertizzolo (UAE Team ADQ)                                 |
| 9 de març                | Gran Premi Oetingen                       | 1.1   | Lorena Wiebes (Team DSM)                                        |
| 11 de març               | Drentse Acht van Westerveld               | 1.2   | Christine Majerus (SD Worx)                                     |
| 16 de març               | Nokere Koerse femenina                    | 1.Pro | Lorena Wiebes (Team DSM)                                        |
| 30 de març               | A través de Flandes femení                | 1.Pro | Chiara Consonni (Valcar-Travel & Service)                       |
| 6 de abr                 | Scheldeprijs femenina                     | 1.1   | Lorena Wiebes (Team DSM)                                        |
| 8 – 10 de abril          | Tour de Tailàndia femení                  | 2.1   | Phetdarin Somrat (Thailand Women's cycling team)                |
| 13 de abr                | Fletxa Brabançona femenina                | 1.Pro | Demi Vollering (SD Worx)                                        |
| 17 de abr                | Gran Premi de Chambéry                    | 1.1   | Brodie Chapman (FDJ-Nouvelle Aquitaine-Futuroscope)             |
| 18 de abr                | Volta a Mouscron                          | 1.1   | Thalita de Jong (Jegg-de Jonge Renner)                          |
| 23 de abr                | Omloop van Borsele                        | 1.1   | Maaike Boogaard (UAE Team ADQ)                                  |
| 25 de abr                | Gran Premio della Liberazione femení      | 1.2   | Silvia Persico (Valcar-Travel & Service)                        |
| 27 de abril – 1 de maig  | Tour de Gila femení                       | 2.2   | Lauren De Crescenzo (DNA Pro Cycling)                           |
| 28 de abril – 1 de maig  | Gracia Orlová                             | 2.2   | Agnieszka Skalniak-Sójka (Atom Deweloper-Posciellux.pl-Wrocław) |
| 29 de abril – 1 de maig  | Gran Premi Elsy Jacobs                    | 2.Pro | Marta Bastianelli (UAE Team ADQ)                                |
| 30 de abr                | Circuit de la vallée de la Lys            | 1.2   | Femke Markus (Parkhotel Valkenburg)                             |
| 3 – 7 de maig            | Tour de Bretanya femení                   | 2.1   | Vittoria Guazzini (FDJ-Nouvelle Aquitaine-Futuroscope)          |
| 3 – 5 de maig            | Volta a Andalusia femenina                | 2.1   | Arlenis Sierra Cañadilla (Movistar Team)                        |
| 7 de maig                | Gran Premi Eco-Struct                     | 1.1   | Charlotte Kool (Team DSM)                                       |
| 8 de maig                | Gran Premi Ciutat d'Eibar                 | 1.1   | Olivia Baril (Valcar-Travel & Service)                          |
| 10 de maig               | Emakumeen Nafarroako Klasikoa             | 1.1   | Sarah Gigante (Movistar Team)                                   |
| 11 de maig               | Clàssica Fèmines de Navarra               | 1.1   | Veronica Ewers (EF Education-TIBCO-SVB)                         |
| 13 de maig               | La Classique Morbihan                     | 1.1   | Antri Christoforou (Farto-BTC)                                  |
| 14 de maig               | Omloop der Kempen femenina                | 1.2   | Rachele Barbieri (Liv Racing Xstra)                             |
| 14 de maig               | Gran Premi de Plumelec-Morbihan femení    | 1.1   | Ally Wollaston (AG Insurance NXTG)                              |
| 17 de maig               | Emakumeen Saria                           | 1.1   | Pauliena Rooijakkers (Canyon-SRAM Racing)                       |
| 19 – 22 de maig          | Joe Martin Stage Race Women               | 2.2   | Emma Langley (EF Education-TIBCO-SVB)                           |
| 20 de maig               | Veenendaal Veenendaal Classic femenina    | 1.1   | Gladys Verhulst (Le Col-Wahoo)                                  |
| 21 de maig               | Grand Prix Kayseri                        | 1.2   | suspesa                                                         |
| 24 – 29 de maig          | Volta a Turíngia femenina                 | 2.Pro | Alexandra Manly (Team BikeExchange-Jayco)                       |
| 28 de maig               | Kyiv Cup Women                            | 1.2   | suspesa                                                         |
| 28 de maig               | Grand Prix Erciyes                        | 1.2   | suspesa                                                         |
| 28 de maig               | Ladies Tour of Estonia                    | 1.2   | Agnieszka Skalniak-Sójka (Atom Deweloper-Posciellux.pl-Wrocław) |
| 29 de maig               | Kyiv Green Race                           | 1.2   | suspesa                                                         |
| 4 – 5 de juny            | Belgrade GP Woman Tour                    | 2.2   | suspesa                                                         |
| 4 de juny                | Omloop van de IJsseldelta                 | 1.2   | suspesa                                                         |
| 4 de juny                | Gran Premi Velo Erciyes femenina          | 1.2   | suspesa                                                         |
| 5 de juny                | Alpes Grésivaudan Classic                 | 1.2   | Évita Muzic (FDJ-Nouvelle Aquitaine-Futuroscope)                |
| 5 de juny                | Memorial Monica Bandini                   | 1.2   | Silvia Persico (Valcar-Travel & Service)                        |
| 5 de juny                | Dwars door de Westhoek                    | 1.1   | Chiara Consonni (Valcar-Travel & Service)                       |
| 6 de juny                | Gran Premi Mazda Schelkens                | 1.2   | Danique Braam (Bingoal-Chevalmeire-Van Eyck Sport)              |
| 8 – 12 de juny           | Volta Femenina a Guatemala                | 2.2   | suspesa                                                         |
| 12 de juny               | Diamond Tour                              | 1.1   | Chiara Consonni (Valcar-Travel & Service)                       |
| 14 de juny               | Mont Ventoux Elevation Challenges (women) | 1.2   | Marta Cavalli (FDJ-Nouvelle Aquitaine-Futuroscope)              |
| 18 – 21 de juny          | Volta a Suïssa femenina                   | 2.Pro | Lucinda Brand (Trek-Segafredo)                                  |
| 28 de juny – 1 de juliol | Volta a Bèlgica femenina                  | 2.1   | Agnieszka Skalniak-Sójka (Atom Deweloper-Posciellux.pl-Wrocław) |
| 30 de juny – 3 de juliol | Tour de Feminin-O cenu Českého Švýcarska  | 2.2   | suspesa                                                         |
| 8 de jul                 | Chrono Kristin Armstrong femenina         | 1.2   | suspesa                                                         |
| 10 de jul                | Argenta Classic-2 Districtenpijl          | 1.1   | Daria Pikulik (Atom Deweloper-Posciellux.pl-Wrocław)            |
| 13 – 17 de juliol        | Baloise Ladies Tour                       | 2.1   | Ellen van Dijk (Trek-Segafredo)                                 |
| 14 – 17 de juliol        | Volta a Costa Rica femenina               | 2.2   | Carolina Vargas (Colòmbia)                                      |
| 23 de jul                | Ladies Race Slovakia                      | 1.2   | Ricarda Bauernfeind (Canyon//SRAM Generation)                   |
| 24 de jul                | Visegrad 4 Ladies Series - Hungary        | 1.2   | Silvia Zanardi (Bepink)                                         |
| 29 – 31 de juliol        | Princess Anna Vasa Tour                   | 2.2   | Agnieszka Skalniak-Sójka (Atom Deweloper-Posciellux.pl-Wrocław) |
| 31 de jul                | Coupe d'Europe des Grimpeurs              | 1.2   | suspesa                                                         |
| 2 – 4 de agost           | Tour d'Uppsala                            | 2.1   | Nathalie Eklund (Massi Tactic)                                  |
| 5 – 7 de agost           | Tour femení internacional dels Pirineus   | 2.1   | Kristabel Doebel-Hickok (EF Education-TIBCO-SVB)                |
| 9 – 14 de agost          | Volta a Colòmbia femenina                 | 2.2   | Diana Peñuela (DNA Pro Cycling)                                 |
| 13 de ago                | La Périgord Ladies                        | 1.2   | Grace Brown (FDJ-Suez-Futuroscope)                              |
| 14 de ago                | La Picto-Charentaise                      | 1.2   | Marie Le Net (FDJ-Suez-Futuroscope)                             |
| 15 de ago                | Gran Premi Yvonne Reynders                | 1.2   | suspesa                                                         |
| 19 de ago                | Kortrijk Koerse                           | 1.1   | Julie De Wilde (Plantur-Pura)                                   |
| 21 de ago                | MerXem Classic                            | 1.1   | Eleonora Gasparrini (Valcar-Travel & Service)                   |
| 25 de ago                | Kreiz Breizh Elites femenina              | 1.1   | Emma Norsgaard (Movistar Team)                                  |
| 25 – 28 de agost         | Giro de Toscana-Memorial Michela Fanini   | 2.2   | Agnieszka Skalniak-Sójka (Atom Deweloper-Posciellux.pl-Wrocław) |
| 28 de ago                | La Route des Géantes                      | 1.2   | suspesa                                                         |
| 4 de set                 | Gran Premi Beerens                        | 1.1   | Marjolein van 't Geloof (Le Col-Wahoo)                          |
| 6 – 12 de setembre       | Tour de l'Ardecha                         | 2.1   | Antonia Niedermaier (Canyon//SRAM Generation)                   |
| 10 de set                | À travers les Hauts-de-France femenina    | 1.2   | Mischa Bredewold (Parkhotel Valkenburg)                         |
| 11 de set                | Gran Premi de Fourmies femení             | 1.2   | Clara Copponi (FDJ-Suez-Futuroscope)                            |
| 14 de set                | Grisette Gran Premi de Valònia            | 1.1   | Julie De Wilde (Plantur-Pura)                                   |
| 16 – 17 de setembre      | Trophée des Grimpeuses                    | 2.2   | Maria Giulia Confalonieri (Ceratizit-WNT Pro Cycling)           |
| 18 de set                | Gran Premi d'Isbergues femení             | 1.2   | Chiara Consonni (Valcar-Travel & Service)                       |
| 1 de oct                 | Giro de l'Emília femení                   | 1.Pro | Elisa Longo Borghini (Trek-Segafredo)                           |
| 4 – 8 de octubre         | International Syrian Tour Women           | 2.2   | suspesa                                                         |
| 4 de oct                 | Tre Valli Varesine femenina               | 1.1   | Elisa Longo Borghini (Trek-Segafredo)                           |
| 4 de oct                 | Binche-Chimay-Binche femení               | 1.1   | Lorena Wiebes (Team DSM)                                        |
| 10 – 11 de octubre       | Tour de Wenzhou femení                    | 2.2   | suspesa                                                         |
| 16 de oct                | Chrono des Nations femenina               | 1.1   | Ellen van Dijk (Trek-Segafredo)                                 |

## Classificacions
| Classificació per punts | Classificació per punts | Classificació per punts | Classificació per punts | Classificació per punts |
| Ciclista                | Ciclista                | Equip                   | Punts                   |                         |
| ----------------------- | ----------------------- | ----------------------- | ----------------------- | ----------------------- |

| Classificació per punts | Classificació per punts | Classificació per punts | Classificació per punts | Classificació per punts |
| Ciclista                | Ciclista                | Equip                   | Punts                   |                         |
| ----------------------- | ----------------------- | ----------------------- | ----------------------- | ----------------------- |

| Classificació per equips | Classificació per equips | Classificació per equips | Classificació per equips |
| Equip                    | Equip                    | Punts                    |                          |
| ------------------------ | ------------------------ | ------------------------ | ------------------------ |

| Classificació per equips | Classificació per equips | Classificació per equips | Classificació per equips |
| Equip                    | Equip                    | Punts                    |                          |
| ------------------------ | ------------------------ | ------------------------ | ------------------------ |